# Enrichetta Amalia di Anhalt-Dessau
Enrichetta Amalia di Anhalt-Dessau (Kleve, 16 agosto 1666 – Diez, 18 aprile 1726) fu una nobile dell'Anhalt-Dessau.

## Biografia
Era figlia di Giovanni Giorgio II di Anhalt-Dessau, duca di Anhalt-Dessau dal 1660 al 1693, e di Enrichetta Caterina d'Orange.
Venne data in sposa a Enrico Casimiro II di Nassau-Dietz, principe di Nassau-Dietz dal 1664, figlio di Guglielmo Federico di Nassau-Dietz e di Albertina Agnese d'Orange. Il matrimonio venne celebrato a Dessau il 26 novembre 1683.

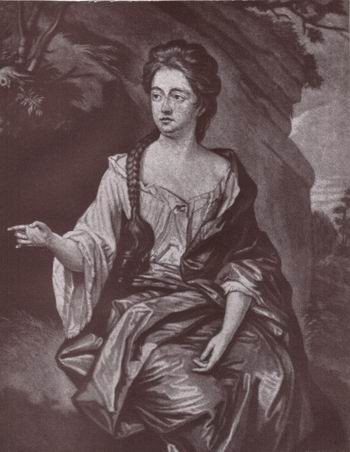
Enrichetta Amalia di Anhalt-Dessau

Enrichetta Maria diede alla luce nove figli:
- Guglielmo Giorgio (Leeuwarden, 24 giugno 1685-Leeuwarden, 14 giugno 1686);
- Giovanni Guglielmo Friso (Dessau, 14 agosto 1687-Strijense, 14 luglio 1711);
- Enrichetta Albertina (Leeuwarden, 27 luglio 1686-Oranienstein, 21 giugno 1754);
- Maria Amalia (L'Aia, 8 febbraio 1689-Oranienstein, 27 gennaio 1771);
- Sofia Edvige (Leeuwarden, 8 marzo 1690-Oranienstein, 1º marzo 1734); sposò Carlo Leopoldo, duca di Meclemburgo-Schwerin
- Isabella Carlotta (Leeuwarden, 22 gennaio 1692-Dillenburg, 18 settembre 1757); sposò Cristiano di Nassau-Dillenburg
- Giovanna Agnese (Leeuwarden, 25 dicembre 1693-Oranienstein, 19 marzo 1765);
- Luisa Leopoldina (Leeuwarden, 22 gennaio 1695-Oranienstein, 20 gennaio 1758);
- Enrichetta Casimira (Leeuwarden, 29 luglio 1696-Hanau, 18 dicembre 1738).

Rimase vedova il 25 marzo 1696 e succedette a Enrico Casimiro loro figlio di nove anni Giovanni Guglielmo. Reggente per lui fu Enrichetta Amalia che governò il principato dal 1696 al 1708, amministrando la Frisia, Groninga e Drenthe. La Reggente ereditò importanti dipinti olandesi dalla madre. Nel 1710, Enrichetta Caterina le donò l'opera Le Très Noble Ordre de la Fidélité.
Alla nascita della sua seconda figlia Enrichetta Amalia si avvalse l'aiuto di Justine Siegemundin, celebre ostetrica tedesca dell'epoca. Morì nel Castello di Oranienstein, sulla cui forma ella influì molto, facendogli conferire un'impronta barocca tra il 1704 ed 1709, ad opera dell'architetto Daniel Marot.

## Ascendenza
|                                                    |                                    |                                                 | Genitori                                             |  |  | Nonni |  |  | Bisnonni                                        |  |  | Trisnonni                                |  |
|                                                    |                                    |                                                 |                                                      |  |  |       |  |  | Giovanni Giorgio I, I principe di Anhalt-Dessau |  |  | Gioacchino Ernesto, I principe di Anhalt |  |
|                                                    |                                    |                                                 |                                                      |  |  |       |  |  | Giovanni Giorgio I, I principe di Anhalt-Dessau |  |  | Gioacchino Ernesto, I principe di Anhalt |  |
|                                                    |                                    | Agnese di Barby-Mühlingen                       |                                                      |  |  |       |  |  | Giovanni Giorgio I, I principe di Anhalt-Dessau |  |  |                                          |  |
| Giovanni Casimiro, II principe di Anhalt-Dessau    |                                    |                                                 |                                                      |  |  |       |  |  | Giovanni Giorgio I, I principe di Anhalt-Dessau |  |  |                                          |  |
|                                                    |                                    | Dorotea del Palatinato-Simmern                  | Giovanni Casimiro, I principe del Palatinato-Lautern |  |  |       |  |  |                                                 |  |  |                                          |  |
|                                                    |                                    | Dorotea del Palatinato-Simmern                  | Giovanni Casimiro, I principe del Palatinato-Lautern |  |  |       |  |  |                                                 |  |  |                                          |  |
|                                                    |                                    | Dorotea del Palatinato-Simmern                  | Elisabetta di Sassonia                               |  |  |       |  |  |                                                 |  |  |                                          |  |
| Giovanni Giorgio II, III principe di Anhalt-Dessau |                                    | Dorotea del Palatinato-Simmern                  |                                                      |  |  |       |  |  |                                                 |  |  |                                          |  |
|                                                    |                                    | Maurizio, II langravio d'Assia-Kassel           | Guglielmo IV, I langravio d'Assia-Kassel             |  |  |       |  |  |                                                 |  |  |                                          |  |
|                                                    |                                    | Maurizio, II langravio d'Assia-Kassel           | Guglielmo IV, I langravio d'Assia-Kassel             |  |  |       |  |  |                                                 |  |  |                                          |  |
|                                                    |                                    | Maurizio, II langravio d'Assia-Kassel           | Sabina di Württemberg                                |  |  |       |  |  |                                                 |  |  |                                          |  |
| Agnese d'Assia-Kassel                              |                                    | Maurizio, II langravio d'Assia-Kassel           |                                                      |  |  |       |  |  |                                                 |  |  |                                          |  |
|                                                    |                                    | Giuliana di Nassau-Dillenburg                   | Giovanni VII, I conte di Nassau-Siegen               |  |  |       |  |  |                                                 |  |  |                                          |  |
|                                                    |                                    | Giuliana di Nassau-Dillenburg                   | Giovanni VII, I conte di Nassau-Siegen               |  |  |       |  |  |                                                 |  |  |                                          |  |
|                                                    |                                    | Giuliana di Nassau-Dillenburg                   | Maddalena di Waldeck-Wildungen                       |  |  |       |  |  |                                                 |  |  |                                          |  |
| Enrichetta Amalia di Anhalt-Dessau                 |                                    | Giuliana di Nassau-Dillenburg                   |                                                      |  |  |       |  |  |                                                 |  |  |                                          |  |
|                                                    | Guglielmo I, XIX principe d'Orange | Guglielmo I, VIII conte di Nassau-Dillenburg    |                                                      |  |  |       |  |  |                                                 |  |  |                                          |  |
|                                                    | Guglielmo I, XIX principe d'Orange | Guglielmo I, VIII conte di Nassau-Dillenburg    |                                                      |  |  |       |  |  |                                                 |  |  |                                          |  |
|                                                    | Guglielmo I, XIX principe d'Orange | Giuliana di Stolberg-Wernigerode                |                                                      |  |  |       |  |  |                                                 |  |  |                                          |  |
| Federico Enrico, XXII principe d'Orange            | Guglielmo I, XIX principe d'Orange |                                                 |                                                      |  |  |       |  |  |                                                 |  |  |                                          |  |
|                                                    |                                    | Luisa di Coligny                                | Gaspare II, I conte di Coligny                       |  |  |       |  |  |                                                 |  |  |                                          |  |
|                                                    |                                    | Luisa di Coligny                                | Gaspare II, I conte di Coligny                       |  |  |       |  |  |                                                 |  |  |                                          |  |
|                                                    |                                    | Luisa di Coligny                                | Carlotta di Laval                                    |  |  |       |  |  |                                                 |  |  |                                          |  |
| Enrichetta Caterina d'Orange                       |                                    | Luisa di Coligny                                |                                                      |  |  |       |  |  |                                                 |  |  |                                          |  |
|                                                    |                                    | Giovanni Alberto I, IX conte di Solms-Braunfels | Corrado, VIII conte di Solms-Braunfels               |  |  |       |  |  |                                                 |  |  |                                          |  |
|                                                    |                                    | Giovanni Alberto I, IX conte di Solms-Braunfels | Corrado, VIII conte di Solms-Braunfels               |  |  |       |  |  |                                                 |  |  |                                          |  |
|                                                    |                                    | Giovanni Alberto I, IX conte di Solms-Braunfels | Elisabetta di Nassau-Dillenburg                      |  |  |       |  |  |                                                 |  |  |                                          |  |
| Amalia di Solms-Braunfels                          |                                    | Giovanni Alberto I, IX conte di Solms-Braunfels |                                                      |  |  |       |  |  |                                                 |  |  |                                          |  |
|                                                    |                                    | Agnese di Sayn-Wittgenstein                     | Ludovico I, VI conte di Sayn-Wittgenstein            |  |  |       |  |  |                                                 |  |  |                                          |  |
|                                                    |                                    | Agnese di Sayn-Wittgenstein                     | Ludovico I, VI conte di Sayn-Wittgenstein            |  |  |       |  |  |                                                 |  |  |                                          |  |
|                                                    |                                    | Agnese di Sayn-Wittgenstein                     | Elisabetta di Solms-Laubach                          |  |  |       |  |  |                                                 |  |  |                                          |  |
|                                                    |                                    | Agnese di Sayn-Wittgenstein                     |                                                      |  |  |       |  |  |                                                 |  |  |                                          |  |